# Yūji Fujimoto
Yūji Fujimoto (jap. 藤本祐司 Fujimoto Yūji; ur. 7 października 1970 w Kiyosato) – japoński łyżwiarz szybki.

## Kariera
Największy sukces w karierze Yūji Fujimoto osiągnął 27 marca 1992 roku w Butte, kiedy zajął drugie miejsce w biegu na 100 m w ramach Pucharu Świata. W zawodach tych rozdzielił na podium swego rodaka Yasunoriego Miyabe i Nicka Thometza z USA. Był to jedyny raz kiedy stanął na podium zawodów tego cyklu. Najlepsze wyniki osiągnął w sezonie 1991/1992, kiedy był siódmy w klasyfikacji końcowej 500 m. W 1991 roku zajął szóste miejsce na sprinterskich mistrzostwach świata w Inzell. Jego najlepszym wynikiem było tam piąte miejsce w pierwszym biegu na 1000 m. W 1992 roku wziął udział w igrzyskach olimpijskich w Albertville, zajmując jedenaste miejsce w biegu na 1000 m. W 1994 roku zakończył karierę.